# Voulmentin
Voulmentin is een gemeente in het Franse departement Deux-Sèvres (regio Nouvelle-Aquitaine). De gemeente telt 1112 inwoners (2009) en maakt deel uit van het arrondissement Bressuire.

## Geschiedenis
De gemeente ontstond op 1 januari 2013 door de fusie van de voormalige gemeenten Saint-Clémentin en Voultegon.

## Geografie
De oppervlakte van Voulmentin bedraagt 31,23 km², de bevolkingsdichtheid is 36,0 inwoners per km².
De onderstaande kaart toont de ligging van Voulmentin met de belangrijkste infrastructuur en aangrenzende gemeenten.

## Demografie
Onderstaande figuur toont het verloop van het inwonertal (bron: INSEE-tellingen).